# NHL Entry Draft 2021

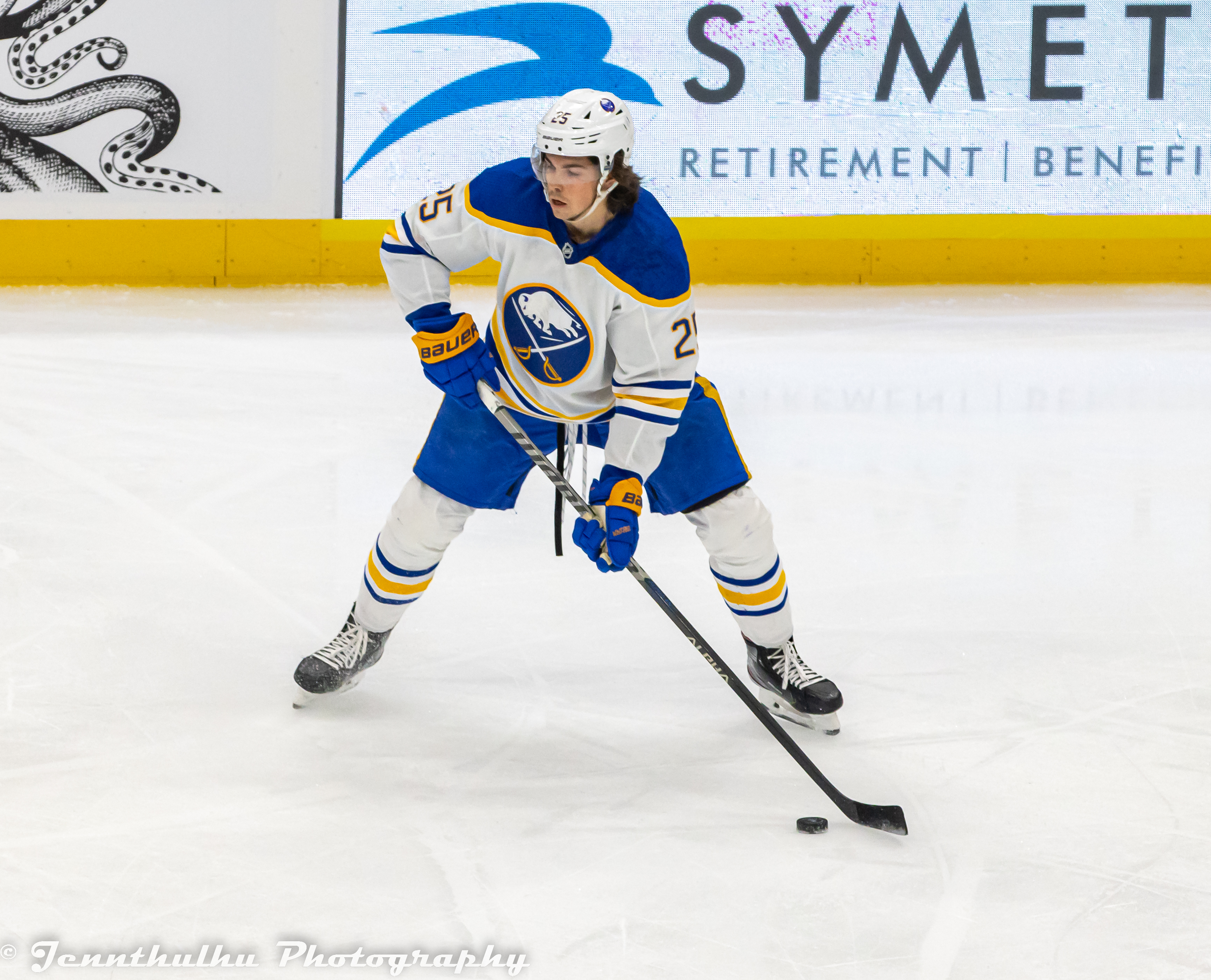
Owen Power valdes av Buffalo Sabres som förste spelare totalt.

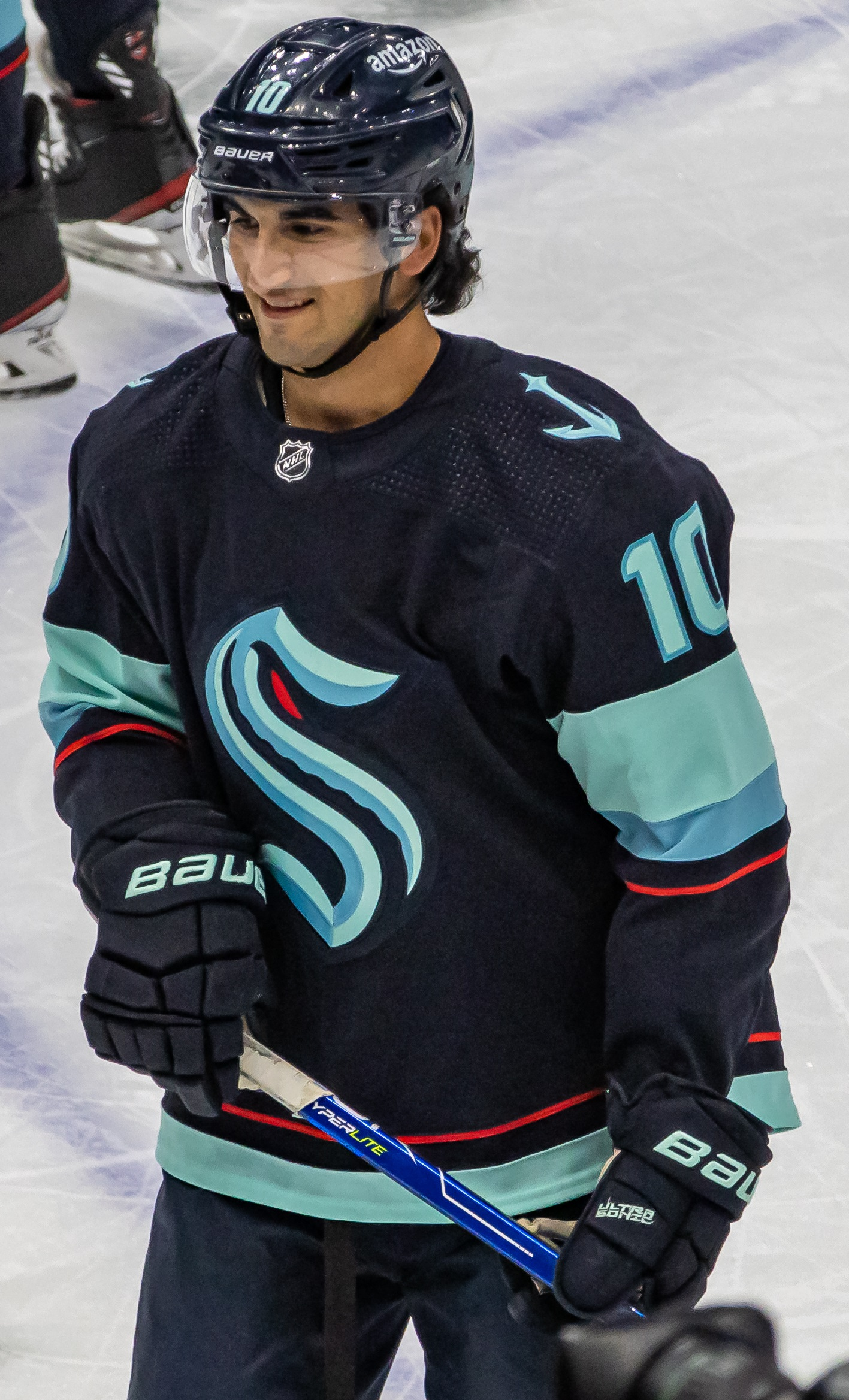
Matty Beniers valdes av Seattle Kraken som andre spelare totalt.

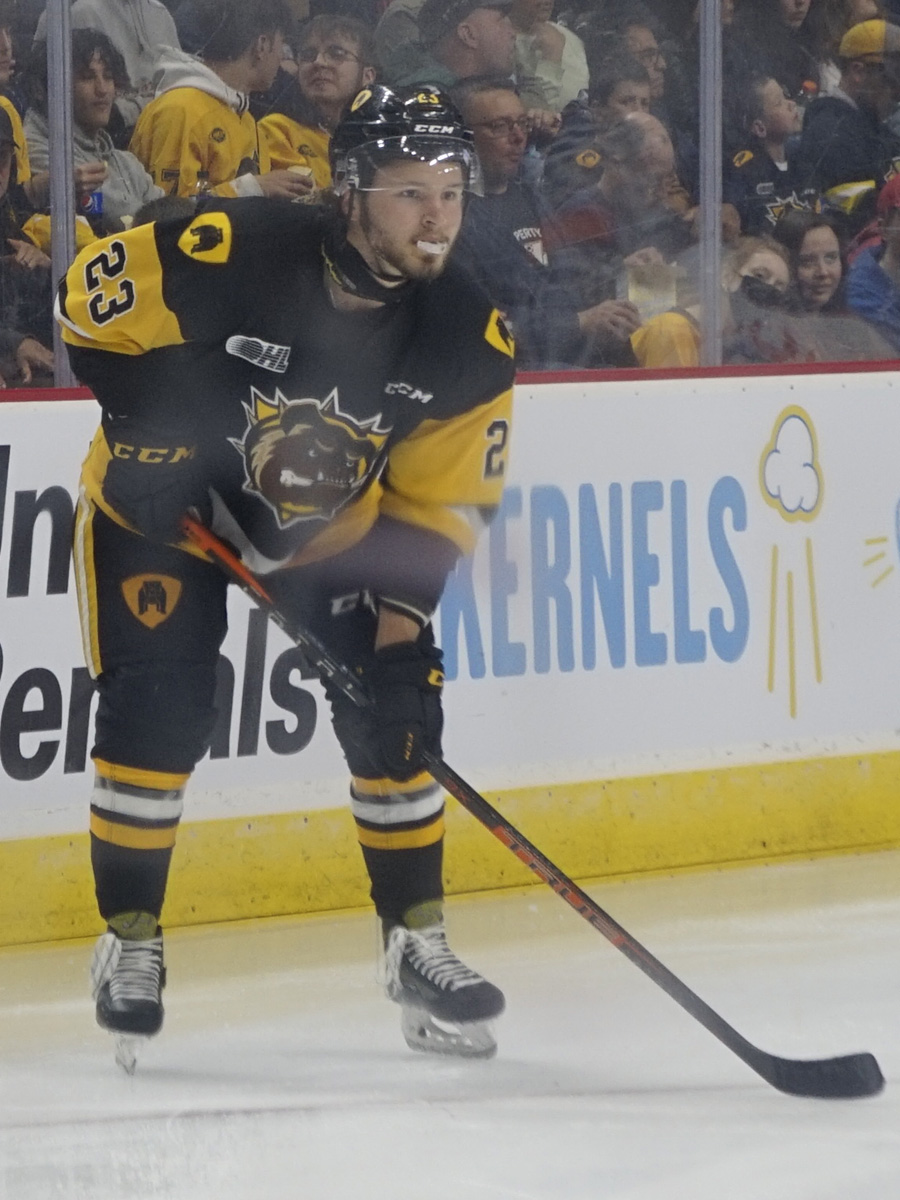
Mason McTavish valdes av Anaheim Ducks som tredje spelare totalt.

NHL Entry Draft 2021 var den 59:e draften i nordamerikanska ishockeyligan National Hockey League och hölls den 23–24 juli 2021. I och med den globala coronaviruspandemin 2019–2021 samt att säsongen 2020–2021 blev framflyttad så var även draften framflyttad en månad. Draften ägde rum i NHL:s inspelningsstudio i Secaucus, New Jersey i USA, precis som föregående draft var placerad. Det blev den amerikanske backen Owen Power som valdes först.

## Spelare som var berättigade till att bli draftade
- Spelare som var födda mellan 1 januari 2001 och 15 september 2003 var berättigade till att bli draftade i detta års NHL Entry Draft.[4]
- Spelare som var födda 2000 men som inte är tidigare draftade och har medborgarskap i ett land utanför Nordamerika, var också berättigade att bli draftade i årets NHL Entry Draft.[4]
- Spelare som var födda efter 30 juni 2001 och blev draftade i NHL Entry Draft 2018, men aldrig blev kontrakterade av sina draftade medlemsorganisationer kunden åter bli draftade i årets NHL Entry Draft.[4]

## Rankning inför draften
NHL:s avdelning för talangscoutning, Central Scouting Bureau, brukar årligen publicera två listor över vilka spelare som har störst chans att gå som först i draften, en i januari och en i slutet av NHL-säsongen som brukar vara under aprilmånad. Den här säsongen beslutade man dock bara att publicera den slutliga rankningen på grund av coronaviruspandemin 2019–2021.
Spelarna är placerade efter vart de spelade under säsongen 2020–2021.
| #  | Nordamerikanska utespelare | Europeiska utespelare  |
| -- | -------------------------- | ---------------------- |
| 1  | Owen Power (B)             | William Eklund (VF)    |
| 2  | Mason McTavish (C)         | Simon Edvinsson (B)    |
| 3  | Kent Johnson (C)           | Aatu Räty (C)          |
| 4  | Luke Hughes (B)            | Nikita Tjibrikov (HF)  |
| 5  | Dylan Guenther (HF)        | Daniil Tjajka (B)      |
| 6  | Matty Beniers (C)          | Fjodor Svetjkov (C)    |
| 7  | Brandt Clarke (B)          | Aleksandr Kisakov (VF) |
| 8  | Brennan Othmann (VF)       | Isak Rosén (HF)        |
| 9  | Matthew Coronato (HF)      | Fabian Lysell (HF)     |
| 10 | Cole Sillinger (C)         | Samu Tuomaala (HF)     |

| # | Nordamerikanska målvakter | Europeiska målvakter |
| - | ------------------------- | -------------------- |
| 1 | Sebastian Cossa           | Jesper Wallstedt     |
| 2 | Benjamin Gaudreau         | Aljaksej Kolasaŭ     |
| 3 | Tristan Lennox            | Patrik Hamrla        |

## Draftlotteriet
Draftlotteriet, som bekräftade draftordningen, verkställes den 3 juni 2021 kl. 01:00 svensk tid. Det blev Buffalo Sabres, Seattle Kraken och Anaheim Ducks som kommer välja de tre första spelarna i årets draft.

### Draftoddsen
Draftoddsen för 2021 års draftlotteri var följande:
| Laget som vann förstavalet i första rundan           |
| Laget som vann andravalet i första rundan            |
| Laget som vann tredjevalet i första rundan           |
| Lag som inte vann något av toppvalen i första rundan |

| Slutplaceringen | Medlemsorganisation   | 1:a   | 2:a   | 3:a   | 4:a   | 5:a   | 6:a   | 7:e   | 8:e   | 9:e   | 10:e  | 11:e  | 12:e  | 13:e  | 14:e  | 15:e  | 16:e   |
| --------------- | --------------------- | ----- | ----- | ----- | ----- | ----- | ----- | ----- | ----- | ----- | ----- | ----- | ----- | ----- | ----- | ----- | ------ |
| 31:a            | Buffalo Sabres        | 16,6% | 15,0% | 68,4% |       |       |       |       |       |       |       |       |       |       |       |       |        |
| 30:e            | Anaheim Ducks         | 12,1% | 11,7% | 26,9% | 49,3% |       |       |       |       |       |       |       |       |       |       |       |        |
| Expansion       | Seattle Kraken        | 10,3% | 10,2% | 4,7%  | 39,3% | 35,6% |       |       |       |       |       |       |       |       |       |       |        |
| 29:e            | New Jersey Devils     | 10,3% | 10,2% |       | 11,5% | 43,9% | 24,2% |       |       |       |       |       |       |       |       |       |        |
| 28:e            | Columbus Blue Jackets | 8,5%  | 8,6%  |       |       | 20,6% | 45,8% | 16,5% |       |       |       |       |       |       |       |       |        |
| 27:e            | Detroit Red Wings     | 7,6%  | 7,8%  |       |       |       | 30,0% | 43,8% | 10,9% |       |       |       |       |       |       |       |        |
| 26:e            | San Jose Sharks       | 6,7%  | 6,9%  |       |       |       |       | 39,7% | 39,7% | 6,9%  |       |       |       |       |       |       |        |
| 25:e            | Los Angeles Kings     | 5,8%  | 6,0%  |       |       |       |       |       | 49,4% | 34,5% | 4,3%  |       |       |       |       |       |        |
| 24:e            | Vancouver Canucks     | 5,4%  | 5,7%  |       |       |       |       |       |       | 58,6% | 28,0% | 2,4%  |       |       |       |       |        |
| 23:e            | Ottawa Senators       | 4,5%  | 4,8%  |       |       |       |       |       |       |       | 67,7% | 21,8% | 1,2%  |       |       |       |        |
| 22:a            | Arizona Coyotes       | 3,1%  | 3,3%  |       |       |       |       |       |       |       |       | 75,9% | 17,1% | 0,7%  |       |       |        |
| 21:a            | Chicago Blackhawks    | 2,7%  | 2,9%  |       |       |       |       |       |       |       |       |       | 81,7% | 12,4% | 0,3%  |       |        |
| 20:e            | Calgary Flames        | 2,2%  | 2,4%  |       |       |       |       |       |       |       |       |       |       | 87,0% | 8,4%  | 0,1%  |        |
| 19:e            | Philadelphia Flyers   | 1,8%  | 2,0%  |       |       |       |       |       |       |       |       |       |       |       | 91,3% | 4,9%  | >0,01% |
| 18:e            | Dallas Stars          | 1,4%  | 1,5%  |       |       |       |       |       |       |       |       |       |       |       |       | 95,0% | 2,1%   |
| 17:e            | New York Rangers      | 1,0%  | 1,1%  |       |       |       |       |       |       |       |       |       |       |       |       |       | 97,9%  |

## Draftvalen

### Första valet
Det är flera spelare som kunde gå som första draftval men det var dock en som utmärkte sig bland dessa och det var backen Owen Power, som spelar för Michigan Wolverines i National Collegiate Athletic Association (NCAA). Det blev som väntat att Power gick som nummer ett och valdes av Buffalo Sabres.

### Första rundan
Källa: 
| #  | Spelare | Nationalitet | Medlemsorganisation | Universitets-/College-/Junior-/Klubblag |
| -- | --- | --- | --- | --- |
| 1  | Owen Power (B) | Kanada | Buffalo Sabres | Michigan Wolverines (NCAA) |
|    | | | | |
| 2  | Matty Beniers (C) | USA | Seattle Kraken | Michigan Wolverines (NCAA) |
| 3  | Mason McTavish (C) | Kanada | Anaheim Ducks | Peterborough Petes (OHL) |
| 4  | Luke Hughes (B) | USA | New Jersey Devils | Team USA (USHL) |
| 5  | Kent Johnson (C) | Kanada | Columbus Blue Jackets | Michigan Wolverines (NCAA) |
| 6  | Simon Edvinsson (B) | Sverige | Detroit Red Wings | Frölunda HC (SHL) |
| 7  | William Eklund (VF) | Sverige | San Jose Sharks | Djurgården Hockey (SHL) |
| 8  | Brandt Clarke (B) | Kanada | Los Angeles Kings | Barrie Colts (OHL) |
| 9  | Dylan Guenther (HF) | Kanada | Arizona Coyotes (från Canucks) | Edmonton Oil Kings (WHL) |
| 10 | Tyler Boucher (HF) | USA | Ottawa Senators | Team USA (USHL) |
| 11 | Draftvalet tillhörande Arizona Coyotes var förverkad på grund av olovlig kontakt och olovlig testande av odraftade spelare, vilket kan endast ske under NHL-draftens officiella utvärderingstest NHL Draft Combine. | Draftvalet tillhörande Arizona Coyotes var förverkad på grund av olovlig kontakt och olovlig testande av odraftade spelare, vilket kan endast ske under NHL-draftens officiella utvärderingstest NHL Draft Combine. | Draftvalet tillhörande Arizona Coyotes var förverkad på grund av olovlig kontakt och olovlig testande av odraftade spelare, vilket kan endast ske under NHL-draftens officiella utvärderingstest NHL Draft Combine. | Draftvalet tillhörande Arizona Coyotes var förverkad på grund av olovlig kontakt och olovlig testande av odraftade spelare, vilket kan endast ske under NHL-draftens officiella utvärderingstest NHL Draft Combine. |
| 12 | Cole Sillinger (C) | USA | Columbus Blue Jackets (från Blackhawks) | Sioux Falls Stampede (USHL) |
| 13 | Matthew Coronato (HF) | USA | Calgary Flames | Chicago Steel (USHL) |
| 14 | Isak Rosén (HF) | Sverige | Buffalo Sabres (från Flyers) | Leksands IF (SHL) |
| 15 | Sebastian Cossa (MV) | Kanada | Detroit Red Wings (från Stars) | Edmonton Oil Kings (WHL) |
| 16 | Brennan Othmann (VF) | Kanada | New York Rangers | Flint Firebirds (OHL) |
| 17 | Zachary Bolduc (C) | Kanada | St. Louis Blues | Océanic de Rimouski (LHJMQ) |
| 18 | Chaz Lucius (C) | USA | Winnipeg Jets | Team USA (USHL) |
| 19 | Fjodor Svetjkov (C) | Ryssland | Nashville Predators | HK Lada Toljatti (VHL) |
| 20 | Jesper Wallstedt (MV) | Sverige | Minnesota Wild (från Oilers) | Luleå HF (SHL) |
| 21 | Fabian Lysell (HF) | Sverige | Boston Bruins | Luleå HF (SHL) |
| 22 | Xavier Bourgault (C) | Kanada | Edmonton Oilers (från Wild) | Cataractes de Shawinigan (LHJMQ) |
| 23 | Wyatt Johnston (C) | Kanada | Dallas Stars (från Capitals via Red Wings) | Windsor Spitfires (OHL) |
| 24 | Mackie Samoskevich (HF) | USA | Florida Panthers | Chicago Steel (USHL) |
| 25 | Corson Ceulemans (B) | Kanada | Columbus Blue Jackets (från Maple Leafs) | Brooks Bandits (AJHL) |
| 26 | Carson Lambos (B) | Kanada | Minnesota Wild (från Penguins) | Winnipeg Ice (WHL) |
| 27 | Zachary L'Heureux (VF) | Kanada | Nashville Predators (från Hurricanes) | Halifax Mooseheads (LHJMQ) |
| 28 | Oskar Olausson (HF) | Sverige | Colorado Avalanche | HV71 (SHL) |
| 29 | Chase Stillman (HF) | USA | New Jersey Devils (från Islanders) | Sudbury Wolves (OHL) |
| 30 | Zach Dean (C) | Kanada | Vegas Golden Knights | Olympiques de Gatineau (LHJMQ) |
| 31 | Logan Mailloux (B) | Kanada | Montreal Canadiens | London Nationals (GOJHL) |
| 32 | Nolan Allan (B) | Kanada | Chicago Blackhawks (från Lightning via Blue Jackets) | Prince Albert Raiders (WHL) |

### Andra rundan
Källa: 
| #  | Spelare                | Nationalitet | Medlemsorganisation                                               | Universitets-/College-/Junior-/Klubblag |
| -- | ---------------------- | ------------ | ----------------------------------------------------------------- | --------------------------------------- |
| 33 | Prochor Poltapov (VF)  | Ryssland     | Buffalo Sabres                                                    | Krasnaja Armija Moskva (MHL)            |
| 34 | Olen Zellweger (B)     | Kanada       | Anaheim Ducks                                                     | Everett Silvertips (WHL)                |
| 35 | Ryker Evans (B)        | Kanada       | Seattle Kraken                                                    | Regina Pats (WHL)                       |
| 36 | Shai Buium (B)         | USA          | Detroit Red Wings (från Devils via Golden Knights)                | Sioux City Stampede (USHL)              |
| 37 | Josh Doan (HF)         | USA          | Arizona Coyotes (från Blue Jackets via Senators)                  | Chicago Steel (USHL)                    |
| 38 | Daniil Tjajka          | Ryssland     | Detroit Red Wings                                                 | HK CSKA Moskva (KHL)                    |
| 39 | Zack Ostapchuk (C)     | Kanada       | Ottawa Senators (via Sharks)                                      | Vancouver Giants (WHL)                  |
| 40 | Scott Morrow (B)       | USA          | Carolina Hurricanes (från Kings via Predators)                    | Shattuck-St. Mary's Sabres              |
| 41 | Danyla Klymovytj       | Belarus      | Vancouver Canucks                                                 | Minsk Zubry                             |
| 42 | Francesco Pinelli (C)  | Kanada       | Los Angeles Kings (från Senators)                                 | Kitchener Rangers (OHL)                 |
| 43 | Ilja Fjodotov          | Ryssland     | Arizona Coyotes                                                   | Tjajka Nizjnij Novgorod (MHL)           |
| 44 | Aleksi Heimosalmi (B)  | Finland      | Carolina Hurricanes (från Blackhawks via Blue Jackets)            | Ässät (Liiga)                           |
| 45 | William Strömgren (VF) | Sverige      | Calgary Flames                                                    | Modo Hockey (Hockeyallsvenskan)         |
| 46 | Samu Tuimaala (HF)     | Finland      | Philadelphia Flyers                                               | Oulun Kärpät (Liiga)                    |
| 47 | Logan Stankoven (C)    | Kanada       | Dallas Stars                                                      | Kamloops Blazers (WHL)                  |
| 48 | Artiom Grusjnikov (B)  | Ryssland     | Dallas Stars (från NY Rangers via Red Wings)                      | HK CSKA Moskva (KHL)                    |
| 49 | Ben Roger (B)          | Kanada       | Ottawa Senators (från Blues via Sabres, Golden Knights och Kings) | London Knights (OHL)                    |
| 50 | Nikita Tjibrikov (HF)  | Ryssland     | Winnipeg Jets                                                     | SKA Sankt Petersburg (KHL)              |
| 51 | Ville Koivunen (HF)    | Finland      | Carolina Hurricanes (från Predators)                              | Oulun Kärpät (Liiga)                    |
| 52 | Aatu Räty (C)          | Finland      | New York Islanders (från Oilers via Red Wings)                    | Oulun Kärpät (Liiga)                    |
| 53 | Aleksandr Kisakov (VF) | Ryssland     | Buffalo Sabres (från Bruins)                                      | HK Dynamo Moskva (MHL)                  |
| 54 | Jack Peart (B)         | USA          | Minnesota Wild                                                    | Grand Rapids Thunderhawks               |
| 55 | Vincent Iorio (B)      | Kanada       | Washington Capitals                                               | Brandon Wheat Kings (WHL)               |
| 56 | Evan Nause (B)         | Kanada       | Florida Panthers                                                  | Remparts de Québec (LHJMQ)              |
| 57 | Matthew Knies (VF)     | USA          | Toronto Maple Leafs                                               | Tri-City Storm (USHL)                   |
| 58 | Tristan Broz (C)       | USA          | Pittsburgh Penguins                                               | Fargo Force (USHL)                      |
| 59 | Samuel Helenius (C)    | USA          | Los Angeles Kings (från Hurricanes)                               | JYP (Liiga)                             |
| 60 | Janis Moser (B)        | Schweiz      | Arizona Coyotes (från Avalanche via Islanders)                    | EHC Biel (NL)                           |
| 61 | Sean Behrens (B)       | USA          | Colorado Avalanche (från Islanders via Devils)                    | Team USA (USHL)                         |
| 62 | Colton Dach (C)        | Kanada       | Chicago Blackhawks (via Golden Knights)                           | Saskatoon Blades (WHL)                  |
| 63 | Riley Kidney (C)       | Kanada       | Montreal Canadiens                                                | Titan d’Acadie-Bathurst (LHJMQ)         |
| 64 | Oliver Kapanen (C)     | Finland      | Montreal Canadiens (från Lightning)                               | KalPa (Liiga)                           |

### Tredje rundan
Källa: 
| #  | Spelare                | Nationalitet   | Medlemsorganisation                                     | Universitets-/College-/Junior-/Klubblag |
| -- | ---------------------- | -------------- | ------------------------------------------------------- | --------------------------------------- |
| 65 | Jayden Grubbe (C)      | Kanada         | New York Rangers (från Sabres)                          | Red Deer Rebels (WHL)                   |
| 66 | Sasha Pastujov (HF)    | USA            | Anaheim Ducks                                           | Team USA (USHL)                         |
| 67 | Ryan Winterton (C)     | Kanada         | Seattle Kraken                                          | Hamilton Bulldogs (OHL)                 |
| 68 | Samu Salminen (C)      | Finland        | New Jersey Devils                                       | Jokerit (KHL)                           |
| 69 | Stanislav Svozil (B)   | Tjeckien       | Columbus Blue Jackets                                   | HC Kometa Brno (Extraliga)              |
| 70 | Carter Mazur (VF)      | USA            | Detroit Red Wings                                       | Tri-City Storm (USHL)                   |
| 71 | Simon Robertsson (HF)  | Sverige        | St. Louis Blues (från Sharks)                           | Skellefteå AIK (SHL)                    |
| 72 | Anton Olsson (B)       | Sverige        | Nashville Predators (från Kings)                        | Malmö Redhawks (SHL)                    |
| 73 | Ayrton Martino (VF)    | Kanada         | Dallas Stars (från Canucks)                             | Omaha Lancers (USHL)                    |
| 74 | Oliver Johansson (VF)  | Sverige        | Ottawa Senators                                         | Timrå IK (Hockeyallsvenskan)            |
| 75 | Ryder Korczak (C)      | Kanada         | New York Rangers (från Coyotes via Devils)              | Moose Jaw Warriors (WHL)                |
| 76 | Tyson Hinds (B)        | Kanada         | Anaheim Ducks (från Blackhawks via Canadiens)           | Océanic de Rimouski (LHJMQ)             |
| 77 | Cole Huckins (C)       | Kanada         | Calgary Flames                                          | Titan d’Acadie-Bathurst (LHJMQ)         |
| 78 | Aleksei Kolosov (MV)   | Belarus        | Philadelphia Flyers                                     | HK Dinamo Minsk (KHL)                   |
| 79 | Justin Ertel (VF)      | Kanada         | Dallas Stars                                            | Summerside Western Capitals (MHL)       |
| 80 | Brent Johnson (B)      | USA            | Washington Capitals (från Rangers)                      | Sioux Falls Stampede (USHL)             |
| 81 | Benjamin Gaudreau (MV) | Kanada         | San Jose Sharks (från Blues)                            | Sarnia Sting (OHL)                      |
| 82 | Dmitry Kuzmin (B)      | Belarus        | Winnipeg Jets                                           | HK Dinamo Molodetjno                    |
| 83 | Patrik Hamrla (MV)     | Tjeckien       | Carolina Hurricanes (från Predators)                    | HC Energie Karlovy Vary (Extraliga)     |
| 84 | Kirill Kirsanov (B)    | Ryssland       | Los Angeles Kings (från Oilers via Flames)              | SKA Sankt Petersburg (KHL)              |
| 85 | Brett Harrison (C)     | Kanada         | Boston Bruins                                           | Oshawa Generals (OHL)                   |
| 86 | Caedan Bankier (C)     | Kanada         | Minnesota Wild                                          | Kamloops Blazers (WHL)                  |
| 87 | Dmitri Kostenko (B)    | Ryssland       | Montreal Canadiens (från Capitals via Sharks)           | HK Lada Toljatti (VHL)                  |
| 88 | Stiven Sardarian (HF)  | Ryssland       | Buffalo Sabres (från Panthers)                          | HK CSKA Moskva (KHL)                    |
| 89 | Cameron Whynot (B)     | Kanada         | Calgary Flames (från Maple Leafs via Kings)             | Halifax Mooseheads (LHJMQ)              |
| 90 | Luca Münzenberger (B)  | Tyskland       | Edmonton Oilers (från Penguins via Sharks och Wild)     | Kölner Haie (DEL)                       |
| 91 | Taige Harding (B)      | Storbritannien | Chicago Blackhawks (från Hurricanes)                    | Fort McMurray Oil Barons (AJHL)         |
| 92 | Andrej Buyalsky (C)    | Kazakstan      | Colorado Avalanche                                      | Dubuque Fighting Saints (USHL)          |
| 93 | Tristan Lennox         | Kanada         | New York Islanders                                      | Saginaw Spirit (OHL)                    |
| 94 | Aidan Hreschuk (B)     | USA            | Carolina Hurricanes (från Golden Knights via Red Wings) | Team USA (USHL)                         |
| 95 | Josh Bloom (VF)        | Kanada         | Buffalo Sabres (från Canadiens)                         | Saginaw Spirit (OHL)                    |
| 96 | Roman Schmidt (B)      | USA            | Tampa Bay Lightning                                     | Team USA (USHL)                         |

### Fjärde rundan
Källa: 
| #   | Spelare                      | Nationalitet | Medlemsorganisation                                     | Universitets-/College-/Junior-/Klubblag |
| --- | ---------------------------- | ------------ | ------------------------------------------------------- | --------------------------------------- |
| 97  | Olivier Nadeau (HF)          | Kanada       | Buffalo Sabres                                          | Cataractes de Shawinigan (LHJMQ)        |
| 98  | Joshua Lopina (C)            | USA          | Anaheim Ducks                                           | UMass Minutemen (NCAA)                  |
| 99  | Ville Ottavainen (B)         | Finland      | Seattle Kraken                                          | JYP (Liiga)                             |
| 100 | Jakub Málek (MV)             | Tjeckien     | New Jersey Devils                                       | VHK Vsetín (Chance Liga)                |
| 101 | Guillaume Richard (B)        | Kanada       | Columbus Blue Jackets                                   | Tri-City Storm (USHL)                   |
| 102 | Jakub Brabenec (C)           | Tjeckien     | Vegas Golden Knights (från Red Wings)                   | HC Kometa Brno (Extraliga)              |
| 103 | Gannon Laroque (B)           | Kanada       | San Jose Sharks                                         | Victoria Royals (WHL)                   |
| 104 | Brody Lamb (HF)              | USA          | New York Rangers (från Kings)                           | Dodge County Wildcats                   |
| 105 | Ethan Del Mastro (B)         | Kanada       | Chicago Blackhawks (från Canucks)                       | Mississauga Steelheads (OHL)            |
| 106 | Kalle Väisänen (VF)          | Finland      | New York Rangers (från Senators)                        | HC TPS (Liiga)                          |
| 107 | Emil Martinsen Lilleberg (B) | Norge        | Arizona Coyotes                                         | Sparta Warriors (Fjordkraftligaen)      |
| 108 | Victor Stjernborg (C)        | Sverige      | Chicago Blackhawks                                      | Växjö Lakers HC (SHL)                   |
| 109 | Jackson Blake (HF)           | USA          | Calgary Flames (från Flames via Kings)                  | Eden Prairie Eagles                     |
| 110 | Brian Zanetti (B)            | Schweiz      | Philadelphia Flyers                                     | HC Lugano (NL)                          |
| 111 | Conner Roulette (VF)         | Kanada       | Dallas Stars                                            | Seattle Thunderbirds (WHL)              |
| 112 | Talyn Boyko (MV)             | Kanada       | New York Rangers                                        | Tri-City Storm (USHL)                   |
| 113 | William Trudeau (B)          | Kanada       | Montreal Canadiens (från Blues)                         | Charlottetown Islanders (LHJMQ)         |
| 114 | Redmond Savage (C)           | USA          | Detroit Red Wings (från Jets via Golden Knights)        | Team USA (USHL)                         |
| 115 | Ryan Ufko (B)                | USA          | Nashville Predators                                     | Chicago Steel (USHL)                    |
| 116 | Jake Chiasson (C)            | Kanada       | Edmonton Oilers                                         | Brandon Wheat Kings (WHL)               |
| 117 | Philip Svedebäck (MV)        | Sverige      | Boston Bruins                                           | Växjö Lakers HC (SHL)                   |
| 118 | Kyle Masters (B)             | Kanada       | Minnesota Wild                                          | Red Deer Rebels (WHL)                   |
| 119 | Joaquim Lemay (B)            | Kanada       | Washington Capitals                                     | Salmon Arm Silverbacks (BCHL)           |
| 120 | Vladislav Lukashevich (B)    | Ryssland     | Florida Panthers                                        | Loko Jaroslavl (MHL)                    |
| 121 | Ethan Cardwell (HF)          | Kanada       | San Jose Sharks (från Maple Leafs)                      | Barrie Colts (OHL)                      |
| 122 | Rasmus Korhonen (MV)         | Finland      | Arizona Coyotes (från Penguins)                         | Ässät (Liiga)                           |
| 123 | Carson Latimer (HF)          | Kanada       | Ottawa Senators (från Hurricanes)                       | Edmonton Oil Kings (WHL)                |
| 124 | Jack Matier (B)              | Kanada       | Nashville Predators (från Avalanche via Senators)       | Ottawa 67's (OHL)                       |
| 125 | Cameron Berg (C)             | USA          | New York Islanders                                      | Muskegon Lumberjacks (USHL)             |
| 126 | Dylan Duke (VF)              | USA          | Tampa Bay Lightning (från Golden Knights via Canadiens) | Team USA (USHL)                         |
| 127 | Josh Pillar (HF)             | Kanada       | Minnesota Wild (från Canadiens)                         | Kamloops Blazers (WHL)                  |
| 128 | Jakub Demek (C)              | Slovakien    | Vegas Golden Knights (från Lightning via Red Wings)     | Slovakien U18 (SHL)                     |

### Femte rundan
Källa: 
| #   | Spelare                | Nationalitet | Medlemsorganisation                                      | Universitets-/College-/Junior-/Klubblag |
| --- | ---------------------- | ------------ | -------------------------------------------------------- | --------------------------------------- |
| 129 | Topias Vilén (B)       | Finland      | New Jersey Devils (från Sabres)                          | Pelicans (Liiga)                        |
| 130 | Sean Tschigerl (VF)    | Kanada       | Anaheim Ducks                                            | Calgary Hitmen (WHL)                    |
| 131 | Jacob Melanson (HF)    | Kanada       | Seattle Kraken                                           | Titan d’Acadie-Bathurst (LHJMQ)         |
| 132 | Nikolaj Makarov (B)    | Ryssland     | Columbus Blue Jackets (från Devils)                      | HK CSKA Moskva (KHL)                    |
| 133 | James Malatesta (VF)   | Kanada       | Columbus Blue Jackets                                    | Remparts de Québec (LHJMQ)              |
| 134 | Liam Dower Nilsson (C) | Sverige      | Detroit Red Wings                                        | Frölunda HC (SHL)                       |
| 135 | Artjom Gurjev (B)      | Ryssland     | San Jose Sharks                                          | Lindsay Muskies (OJHL)                  |
| 136 | Robert Orr (HF)        | Kanada       | Carolina Hurricanes (från Kings)                         | Halifax Mooseheads (LHJMQ)              |
| 137 | Aku Koskenvuo (MV)     | Finland      | Vancouver Canucks                                        | HIFK Hockey (Liiga)                     |
| 138 | Jack Bar (B)           | Kanada       | Dallas Stars (från Senators via Canadiens och Red Wings) | Chicago Steel (USHL)                    |
| 139 | Manix Landry (C)       | USA          | Arizona Coyotes                                          | Olympiques de Gatineau (LHJMQ)          |
| 140 | Jonathan Myrenberg (B) | Sverige      | Vancouver Canucks (från Blackhawks)                      | Linköpings HC (SHL)                     |
| 141 | Cole Jordan (B)        | Kanada       | Calgary Flames                                           | Moose Jaw Warriors (WHL)                |
| 142 | Daniil Sobolev (B)     | Ryssland     | Montreal Canadiens (från Flyers)                         | HK Spartak Moskva (MHL)                 |
| 143 | Jacob Holmes (B)       | Kanada       | Dallas Stars                                             | Sault Ste. Marie Greyhounds (OHL)       |
| 144 | Jaroslav Chmelar (HF)  | Tjeckien     | New York Rangers                                         | Jokerit (KHL)                           |
| 145 | Tyson Galloway (B)     | Kanada       | St. Louis Blues                                          | Calgary Hitmen (WHL)                    |
| 146 | Dmitri Rashevsky (HF)  | Ryssland     | Winnipeg Jets                                            | Sokol Krasnojarsk (VHL)                 |
| 147 | Justin Robidas (C)     | USA          | Carolina Hurricanes (från Predators)                     | Foreurs de Val-d'Or (LHJMQ)             |
| 148 | Gage Alexander (MV)    | Kanada       | Anaheim Ducks (från Oilers via Senators)                 | Winnipeg Ice (WHL)                      |
| 149 | Oskar Jellvik (VF)     | Sverige      | Boston Bruins                                            | Djurgården Hockey (SHL)                 |
| 150 | Joshua Roy (HF)        | Kanada       | Montreal Canadiens (från Wild)                           | Phœnix de Sherbrooke (LHJMQ)            |
| 151 | Haakon Hanelt (C)      | Tyskland     | Washington Capitals                                      | Eisbären Berlin (DEL)                   |
| 152 | Kirill Gerasimyuk (MV) | Ryssland     | Florida Panthers                                         | SKA-Varjagi (MHL)                       |
| 153 | Ty Voit (VF)           | USA          | Toronto Maple Leafs                                      | Sarnia Sting (OHL)                      |
| 154 | Isaac Belliveau (B)    | Kanada       | Pittsburgh Penguins                                      | Olympiques de Gatineau (LHJMQ)          |
| 155 | Oscar Plandowski (B)   | Kanada       | Detroit Red Wings (från Hurricanes via Golden Knights)   | Charlottetown Islanders (LHJMQ)         |
| 156 | Max McCue (C)          | Kanada       | San Jose Sharks (från Avalanche)                         | London Knights (OHL)                    |
| 157 | Eetu Liukas            | Finland      | New York Islanders                                       | HC TPS (Liiga)                          |
| 158 | Ty Murchison (B)       | USA          | Philadelphia Flyers (från Golden Knights via Capitals)   | Team USA (USHL)                         |
| 159 | Viljami Marjala (VF)   | Finland      | Buffalo Sabres (från Canadiens)                          | Remparts de Québec (LHJMQ)              |
| 160 | Cameron MacDonald (C)  | Kanada       | Tampa Bay Lightning                                      | Saint John Sea Dogs (LHJMQ)             |

### Sjätte rundan
Källa: 
| #   | Spelare                          | Nationalitet | Medlemsorganisation                 | Universitets-/College-/Junior-/Klubblag |
| --- | -------------------------------- | ------------ | ----------------------------------- | --------------------------------------- |
| 161 | William Von Barnekow Löfberg (C) | Sverige      | Buffalo Sabres                      | Malmö Redhawks (SHL)                    |
| 162 | Kyle Kukkonen (C)                | USA          | Anaheim Ducks                       | Maple Grove Crimson                     |
| 163 | Semjon Vyazovoi (MV)             | Ryssland     | Seattle Kraken                      | Tolpar Ufa (MHL)                        |
| 164 | Viktor Hurtig (B)                | Sverige      | New Jersey Devils                   | Västerås Hockey (Hockeyallsvenskan)     |
| 165 | Ben Boyd (VF)                    | Kanada       | Columbus Blue Jackets               | Charlottetown Islanders (LHJMQ)         |
| 166 | Pasquale Zito (VF)               | Kanada       | Detroit Red Wings                   | Windsor Spitfires (OHL)                 |
| 167 | Liam Gilmartin (VF)              | USA          | San Jose Sharks                     | Team USA (USHL)                         |
| 168 | Jack Beck (HF)                   | Kanada       | Calgary Flames (från Kings)         | Ottawa 67's (OHL)                       |
| 169 | Hugo Gabrielsson (B)             | Sverige      | Vancouver Canucks                   | Frölunda HC (SHL)                       |
| 170 | Bryce Montgomery (B)             | USA          | Carolina Hurricanes (från Senators) | London Knights (OHL)                    |
| 171 | Cal Thomas (B)                   | USA          | Arizona Coyotes                     | Maple Grove Crimson                     |
| 172 | Ilja Safonov (C)                 | Ryssland     | Chicago Blackhawks                  | Ak Bars Kazan (KHL)                     |
| 173 | Lucas Ciona (VF)                 | Kanada       | Calgary Flames                      | Seattle Thunderbirds (WHL)              |
| 174 | Ethan Samson (B)                 | Kanada       | Philadelphia Flyers                 | Prince George Cougars (WHL)             |
| 175 | Francesco Arcuri (C)             | Kanada       | Dallas Stars                        | Kingston Frontenacs (OHL)               |
| 176 | Dru Krebs (B)                    | Kanada       | Washington Capitals (från Rangers)  | Medicine Hat Tigers (WHL)               |
| 177 | Theo Jacobsson (C)               | Sverige      | San Jose Sharks (från Blues)        | Modo Hockey (Hockeyallsvenskan)         |
| 178 | Connor Lockhart (HF)             | Kanada       | Vancouver Canucks (från Jets)       | Erie Otters (OHL)                       |
| 179 | Simon Knak (VF)                  | Schweiz      | Nashville Predators                 | Portland Winterhawks (WHL)              |
| 180 | Matvej Petrov (VF)               | Ryssland     | Edmonton Oilers                     | Krylja Sovetov (MHL)                    |
| 181 | Ryan Mast (B)                    | USA          | Boston Bruins                       | Sarnia Sting (OHL)                      |
| 182 | Nate Benoit (B)                  | USA          | Minnesota Wild                      | Mount St. Charles Mounties              |
| 183 | Chase Clark (MV)                 | USA          | Washington Capitals                 | Jersey Hitmen (USPHL)                   |
| 184 | Jakub Kos (VF)                   | Tjeckien     | Florida Panthers                    | Ilves (Liiga)                           |
| 185 | Vjatjeslav Peksa (MV)            | Ryssland     | Toronto Maple Leafs                 | Irbis Kazan (MHL)                       |
| 186 | Shane Lachance (VF)              | USA          | Edmonton Oilers (från Penguins)     | Boston Jr. Bruins (USPHL)               |
| 187 | Nikita Quapp (MV)                | Tyskland     | Carolina Hurricanes                 | Krefeld Pinguine (DEL)                  |
| 188 | Nikita Novikov (B)               | Ryssland     | Buffalo Sabres (från Avalanche)     | HK Dinamo Moskva (MHL)                  |
| 189 | Aleksi Malinen (B)               | Finland      | New York Islanders                  | JYP (Liiga)                             |
| 190 | Artur Cholach (B)                | Ukraina      | Vegas Golden Knights                | Sokil Kiev (UHL)                        |
| 191 | Xavier Simoneau (C)              | Kanada       | Montreal Canadiens                  | Voltigeurs de Drummondville (LHJMQ)     |
| 192 | Alex Gagne (B)                   | USA          | Tampa Bay Lightning                 | Muskegon Lumberjacks (USHL)             |

### Sjunde rundan
Källa: 
| #   | Spelare               | Nationalitet | Medlemsorganisation                                           | Universitets-/College-/Junior-/Klubblag |
| --- | --------------------- | ------------ | ------------------------------------------------------------- | --------------------------------------- |
| 193 | Tyson Kozak (C)       | Kanada       | Buffalo Sabres                                                | Portland Winterhawks (WHL)              |
| 194 | Ryan McCleary (B)     | Kanada       | Pittsburgh Penguins (från Ducks)                              | Portland Winterhawks (WHL)              |
| 195 | Justin Janicke (VF)   | USA          | Seattle Kraken                                                | Team USA (USHL)                         |
| 196 | Daniil Pylenkov (B)   | Ryssland     | Tampa Bay Lightning (från Devils)                             | HK Vitjaz Podolsk (KHL)                 |
| 197 | Martin Ryšavý (HF)    | Tjeckien     | Columbus Blue Jackets                                         | Zubr Přerov (Chance Liga)               |
| 198 | Ivan Vorobyov (HF)    | Ryssland     | St. Louis Blues (från Red Wings)                              | Jugra Chanty-Mansijsk (VHL)             |
| 199 | Evgenii Kashnikov (B) | Ryssland     | San Jose Sharks                                               | Olympiques de Gatineau (LHJMQ)          |
| 200 | Yegor Naumov (MV)     | Ryssland     | Carolina Hurricanes (från Kings)                              | Krylja Sovetov (MHL)                    |
| 201 | Lucas Forsell (VF)    | Sverige      | Vancouver Canucks                                             | Färjestads BK (SHL)                     |
| 202 | Chandler Romeo (B)    | Kanada       | Ottawa Senators                                               | Brantford 99's (GOJHL)                  |
| 203 | Zakhar Bardakov (C)   | Ryssland     | New Jersey Devils (från Coyotes)                              | HK Vitjaz Podolsk (KHL)                 |
| 204 | Connor Kelley (B)     | USA          | Chicago Blackhawks                                            | Minnesota Duluth Bulldogs (NCAA)        |
| 205 | Arsenii Sergeev (MV)  | Ryssland     | Calgary Flames                                                | Shreveport Mudbugs (NAHL)               |
| 206 | Owne McLaughlin (C)   | USA          | Philadelphia Flyers                                           | Mount St. Charles Mounties              |
| 207 | Albert Sjöberg (HF)   | Sverige      | Dallas Stars                                                  | Södertälje SK (Hockeyallsvenskan)       |
| 208 | Hank Kempf (B)        | USA          | New York Rangers                                              | Muskegon Lumberjacks (USHL)             |
| 209 | Nikita Guslistov (C)  | Ryssland     | Carolina Hurricanes (från Blues)                              | Severstal Tjerepovets (KHL)             |
| 210 | Braden Hache (B)      | USA          | Florida Panthers (från Jets)                                  | Kingston Frontenacs (OHL)               |
| 211 | Robert Flinton (VF)   | USA          | Tampa Bay Lightning (från Predators)                          | St. Paul's Big Red                      |
| 212 | Maximus Wanner (B)    | Kanada       | Edmonton Oilers                                               | Moose Jaw Warriors (WHL)                |
| 213 | Andre Gasseau (C)     | USA          | Boston Bruins                                                 | Team USA (USHL)                         |
| 214 | Joe Vrbetic (MV)      | Kanada       | Montreal Canadiens (från Wild)                                | North Bay Battalion (OHL)               |
| 215 | Daniel Laatsch (B)    | USA          | Pittsburgh Penguins (från Capitals)                           | Sioux City Musketeers (USHL)            |
| 216 | Jalen Luypen (C)      | Kanada       | Chicago Blackhawks (från Panthers)                            | Edmonton Oil Kings (WHL)                |
| 217 | Ty Gallagher (B)      | USA          | Boston Bruins (från Maple Leafs)                              | Team USA (USHL)                         |
| 218 | Kirill Tankov (C)     | Ryssland     | Pittsburgh Penguins                                           | SKA-Varjagi (MHL)                       |
| 219 | Joel Nyström (B)      | Sverige      | Carolina Hurricanes                                           | Färjestads BK (SHL)                     |
| 220 | Taylor Makar (VF)     | Kanada       | Colorado Avalanche                                            | Brooks Bandits (AJHL)                   |
| 221 | Tomas Machu (B)       | Tjeckien     | New York Islanders                                            | Draci Šumperk (Chance Liga)             |
| 222 | Carl Lindbom (MV)     | Sverige      | Vegas Golden Knights                                          | Djurgården Hockey (SHL)                 |
| 223 | Samuel Lipkin (VF)    | USA          | Arizona Coyotes (från Canadiens via Blackhawks och Canadiens) | Chicago Steel (USHL)                    |
| 224 | Nio Huuhtanen (HF)    | Finland      | Tampa Bay Lightning                                           | Tappara (Liiga)                         |

## Draftade spelare per nationalitet
| #  | Nationalitet | Antal draftval | %     |
|    | Nordamerika  | 134            | 60,0% |
| -- | ------------ | -------------- | ----- |
| 1  | Kanada       | 89             | 39,9% |
| 2  | USA          | 45             | 20,2% |
|    | Europa       | 88             | 39,5% |
| 3  | Ryssland     | 29             | 13,0% |
| 4  | Sverige      | 23             | 10,3% |
| 5  | Finland      | 16             | 7,2%  |
| 6  | Tjeckien     | 8              | 3,6%  |
| 7  | Belarus      | 3              | 1,3%  |
| 8  | Schweiz      | 3              | 1,3%  |
| 9  | Tyskland     | 3              | 1,3%  |
| 10 | Norge        | 1              | 0,4%  |
| 11 | Slovakien    | 1              | 0,4%  |
| 12 | Ukraina      | 1              | 0,4%  |
|    | Asien        | 1              | 0,4%  |
| 13 | Kazakstan    | 1              | 0,4%  |